# Automotive Lighting
Automotive Lighting è un'azienda italo-tedesca attiva nel settore dell'illuminazione per autoveicoli,  avente sede a Reutlingen (Germania), facente parte del gruppo Magneti Marelli, a sua volta di Calsonic Kansei.
L'azienda venne creata con una joint venture paritetica, nel 1999 da Bosch Lighting e Magneti Marelli Divisione Illuminazione. Questa ultima comprendeva le due Business Units Marelli Fari-anteriori e Marelli Fanali-posteriori.
Nel 2001, con l'acquisto della Seima SpA da parte della Magneti Marelli, e la relativa incorporazione nella Automotive Lighting, la divisione del capitale vede il gruppo italiano con 75% della J.V.. Nel 2003, la Bosch GmBH decise di ritirarsi da Automotive Lighting che è quindi rimasta di proprietà della sola Magneti Marelli e quindi del Gruppo Fiat fino al 2019, per poi seguire la sorte della Magneti Marelli, entrando nell'orbita giapponese di Calsonic Kansei.

## Cronologia
- 1912: Carello introduce il primo faro elettrico europeo
- 1913: Bosch-Light presenta il primo sistema faro completo, batteria, alternatore
- 1930: Bosch commercializza le prime lampadine fendinebbia e lampadine per fanali
- 1931: Magneti Marelli produce il primo sistema di illuminazione per i treni
- 1957: Bosch produce un unico faro con fascio basso ed alto, indicatore di direzione e luce di posizione, Carello SpA commercializza il primo riflettore asimmetrico
- 1962: Carello produce la prima applicazione delle lampade alogene
- 1964: Carello introduce la prima lampada fendinebbia alogena
- 1967: Carello presenta il JOD 170, un faro con lampadina doppia
- 1972: Bosch introduce il faro con lampadina H4 doppia
- 1987: Magneti Marelli crea Lighting Group che raggruppa tutte le sue aziende specializzate nel settore
- 1988: Magneti Marelli acquista Carello S.p.A.
- 1991: Bosch introduce il primo sistema allo xeno
- 1997: Magneti Marelli introduce il primo fanalino a LED per Maserati
- 1999: Automotive Lighting viene fondata, J.V. paritetica specializzata nel campo dell'illuminazione tra Bosch (K2) e Magneti Marelli,
- 1999: Seima Italiana introduce il primo set completo di fanali al NEON (compreso l'indicatore di direzione anteriore) per la BMW Z8,
- 2001: Il gruppo Seima SpA, fornitore di fanalini, è rilevato da Magneti Marelli. Il gruppo  Seima comprende le ditte Axo, Yorka e Seima Italiana. La distribuzione nella J.V. cambia: Magneti Marelli 75% e Bosch 25%.
- 2003: Automotive Lighting è la prima ad introdurre la luce dinamica nelle curve per il BMW serie 3 cabrio, introduce i fanalini a LED nel Peugeot 307 CC. Bosch si ritira dalla J.V. e Magneti Marelli compra la rimanente partecipazione della Bosch.
- 2004: Automotive Lighting diventa una società filiale del gruppo Magneti Marelli.
- 2005: Magneti Marelli acquista Mako, un fornitore turco di fanaleria automobile. Automotive Lighting lancia la costruzione di un nuovo impianto in Cina.

## Gli impianti produttivi nel mondo

### Nord America
- Juarez (MEX)
- Querétaro (MEX)
- Detroit Area (USA)
- Pulasky (USA)

### Sud America
- Contagem (BRA)

### Europa
- Jihlava (CZ)
- Brotterode (D)
- Reutlingen (D)
- Barcelona (E)
- Angoulème (F)
- Paris (F)
- St. Julien (F)
- Tolmezzo (ITA)
- Venaria (ITA)
- Sosnowiec (PL)
- Ryazan (RUSSIA)
- Bursa (TR)

### Asia
- Wuhu (CN)
- Shanghai (CN)
- Yokohama (JP)
- Penang (MY)